# Grand Prix automobile de Pescara 1934
Le Grand Prix de Pescara 1934 ou X° Coppa Acerbo est un Grand Prix qui s'est tenu sur le circuit de Pescara le 15 août 1934.

## Grille de départ
| 1re ligne | Pos. 3                   |                   | Pos. 2           |                       | Pos. 1            |
|           | Caracciola Mercedes-Benz |                   | Varzi Alfa Romeo |                       | Stuck Auto Union  |
| 2e ligne  |                          | Pos. 5            |                  | Pos. 4                |                   |
|           |                          | Nuvolari Maserati |                  | Fagioli Mercedes-Benz |                   |
| 3e ligne  | Pos. 8                   |                   | Pos. 7           |                       | Pos. 6            |
|           | Penn-Hughes Alfa Romeo   |                   | Corsi Maserati   |                       | Straight Maserati |
| 4e ligne  |                          | Pos. 10           |                  | Pos. 9                |                   |
|           |                          | Howe Maserati     |                  | Zehender Maserati     |                   |
| 5e ligne  | Pos. 13                  |                   | Pos. 12          |                       | Pos. 11           |
|           | Henne Mercedes-Benz      |                   | Moll Alfa Romeo  |                       | Chiron Alfa Romeo |
| 6e ligne  |                          | Pos. 15           |                  | Pos. 14               |                   |
|           |                          | Brivio Bugatti    |                  | Sebastian Auto Union  |                   |
| 7e ligne  |                          | Pos. 17           |                  | Pos. 16               |                   |
|           |                          | Ghersi Alfa Romeo |                  | Hamilton Maserati     |                   |

## Classement de la course
| Pos. | no    | Pilote                       | Écurie                     | Châssis           | Tours | Temps/Abandon                   | Grille |
| ---- | ----- | ---------------------------- | -------------------------- | ----------------- | ----- | ------------------------------- | ------ |
| 1    | 50    | Luigi Fagioli                | Daimler-Benz AG            | Mercedes-Benz W25 | 20    | 3 h 58 min 56 s 8               | 3      |
| 2    | 52 30 | Tazio Nuvolari               | Privé                      | Maserati 8CM      | 20    | + 4 min 38 s 2                  | 5      |
| 3    | 72 52 | Antonio Brivio               | Automobiles Ettore Bugatti | Bugatti T59       | 20    | + 6 min 10 s 8                  | 15     |
| 4    | 76 62 | Pietro Ghersi Achille Varzi  | Scuderia Ferrari           | Alfa Romeo P3     | 20    | + 6 min 30 s 8                  | 17     |
| 5    | 70 32 | Wilhelm Sebastian Hans Stuck | Auto Union AG              | Auto Union Type A | 24    | + 1 tour                        | 14     |
| 6    | 48 37 | Ernst Jakob Henne            | Daimler-Benz AG            | Mercedes-Benz W25 | 24    | + 1 tour                        | 13     |
| Abd. | 66 46 | Guy Moll                     | Scuderia Ferrari           | Alfa Romeo P3     | 17    | Accident mortel                 | 12     |
| Abd. | 58 48 | Clifton Penn-Hughes          | Privé                      | Alfa Romeo Monza  | 13    | Essieu arrière                  | 8      |
| Abd. | 64 36 | Louis Chiron                 | Scuderia Ferrari           | Alfa Romeo P3     | 9     | Incendie lors du ravitaillement | 11     |
| Abd. | 74 64 | Hugh Hamilton                | Whitney Straight Ltd.      | Maserati 8CM      | 9     | Ennuis mécaniques               | 16     |
| Abd. | 48 28 | Rudolf Caracciola            | Daimler-Benz AG            | Mercedes-Benz W25 | 9     | Accident                        | 4      |
| Abd. | 62 56 | Earl Howe                    | Privé                      | Maserati 8CM      | 8     | Réservoir                       | 10     |
| Abd. | 56 58 | Secondo Corsi                | Officine Alfieri Maserati  | Maserati V5       | 8     | Accident                        | 7      |
| Abd. | 60    | Goffredo Zehender            | Officine Alfieri Maserati  | Maserati 8CM      | 7     | Ennuis mécaniques               | 9      |
| Abd. | 44    | Hans Stuck                   | Auto Union AG              | Auto Union Type A | 7     | Moteur                          | 1      |
| Abd. | 46 54 | Achille Varzi                | Scuderia Ferrari           | Alfa Romeo P3     | 6     | Suspension                      | 2      |
| Abd. | 54 40 | Whitney Straight             | Whitney Straight Ltd.      | Maserati 8CM      | 5     | Ennuis mécaniques               | 6      |

- Légende: Abd.=Abandon.

## Pole position et record du tour
- Pole position :  Hans Stuck (Auto Union) par ballotage.
- Record du tour :  Guy Moll (Alfa Romeo) en 10 s 51.